# قلاویزان
قلاویزان نام ارتفاعاتی است واقع در استان ایلام ایران در امتداد مرز با عراق.
قلاویزان در جنوب غربی شهر مهران، منطقه‌ای ناهموار و شبه کوهستانی است که پس از کوه «چکه موسی»، با طول تقریبی ۲۲ کیلومتر در امتداد یال‌های دامنه غربی کبیرکوه از سمت شرق به غرب واقع شده‌است.
بلندترین نقطه قلاویزان قله ۲۶۵ است که در خاک ایران قرار دارد، در خاک عراق نیز قله ۲۲۳ در نزدیکی فرورفتگی خط مرزی جنوب مهران (شیار میگ سوخته) واقع شده‌است.
سایر بلندی‌های مهم قلاویزان تپه‌های ۲۵۴، ۲۴۴، ۲۴۹، ۲۲۵ و ۱۷۵ هستند که به صورت نواری هلالی شکل از جنوب شرق تا جنوب غرب مهران گسترش یافته‌اند.
این منطقه با وجود پستی و بلندی‌های تپه‌ماهوری شکل، از موقعیت مهم نظامی برخوردار است به طوری که با استقرار بر روی بلندی‌های اصلی آن، کیلومترها دشت، آبادی و شهرهای پیرامونی مانند مهران، زرباطیه و بدره عراق در سیطره دید قرار می‌گیرد.
قلاویزان از آوردگاه‌های مهم دوران جنگ ایران و عراق به‌شمار می‌رفت که عملیات‌های مختلفی از جمله والفجر ۳، والفجر ۵ و کربلای یک در این منطقه به وقوع پیوست. اهمیت این ارتفاعات همچنین در این بود که به نوعی نزدیک‌ترین جبهه جنگی به بغداد محسوب می‌شد. بیش از ۶ هزار رزمنده در عملیات‌های مختلف از سراسر ایران در مهران و این منطقه کشته شدند.
ارتفاعات قلاویزان نهایتاً پس از ۶ سال با اجرای عملیات کربلای ۱ در ۱۰ تیر ماه سال ۶۵ از سوی نیروهای ایرانی آزاد شد. یادمان کشته‌شدگان ایرانی جنگ ایران و عراق (یادمان شهدای قلاویزان) در ۶ کیلومتری جنوب غرب مهران و در مجاورت مرز و ارتفاعات غربی قلاویزان قرار دارد.